# Aspromonte

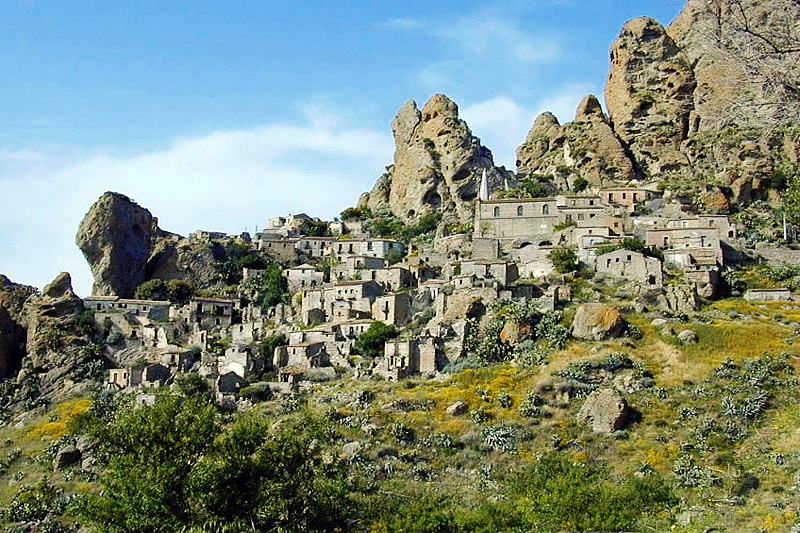
Pentedattilo: Ein wegen Erdbebengefahr geräumter Ort im Südwesten des Aspromonte-Gebirges

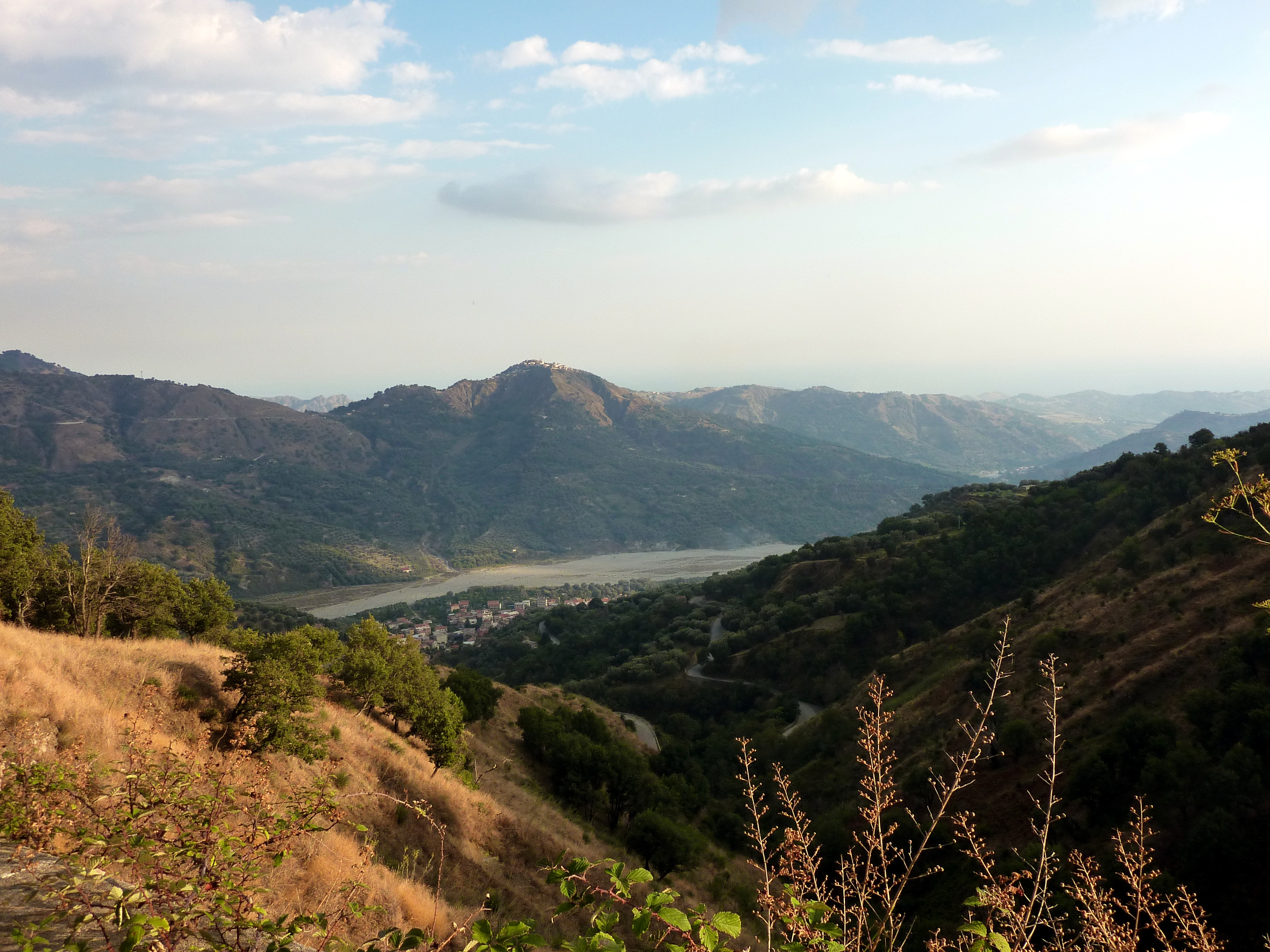
Südlicher Aspromonte, Aussicht Richtung Bagaladi und fiumara di Melito

Der Aspromonte (deutsch „Rauer Berg“) ist ein Bergmassiv in der Metropolitanstadt Reggio Calabria in Südkalabrien, Italien. Eng umschlossen vom Tyrrhenischen und vom Ionischen Meer bedeckt der Gebirgszug das Zentrum der südlichen Spitze des italienischen Stiefels. Der Aspromonte mit seinen teilweise bizarren Felsgebilden ist durchzogen von engen Tälern mit steinigen, im Sommer meist ausgetrockneten Flussbetten, da es vorwiegend im Winter regnet. Die höchste Erhebung ist der Montalto mit einer Höhe von 1955 m s.l.m.
Eine Fläche von 80.000 Hektar steht als Nationalpark Aspromonte unter Naturschutz.
Die Vegetation besteht in niedrigeren Lagen aus Oliven-, Orangen- und Bergamottekulturen und Macchia. In mittleren Lagen wachsen ausgedehnte Eichen-, Steineichen- und Kastanienwälder, dort wird auch Ackerbau betrieben. In den höchsten Lagen wachsen Kiefern, Fichten und Tannen. Zur Fauna gehören Wildkatzen, Wölfe und Habichtsadler. Im Luftkurort Gambàrie (1600 m s.l.m., Ortsteil der Gemeinde Santo Stefano in Aspromonte) ist auch Wintersport möglich. Es wird jedoch dringend davor gewarnt, allein oder ohne ortskundige Führung zu wandern, weil viele Wanderwege nur schlecht markiert sind und die Gefahr, sich in der Wildnis zu verlaufen, groß ist. Außerdem dient der Aspromonte der kalabresischen Verbrecherorganisation ’Ndrangheta als Rückzugsgebiet.
In einigen Dörfern im südlichen Aspromonte wird Grekaniko gesprochen, ein aus dem Alt- und Mittelgriechischen hervorgegangener Dialekt. Die Sprache, die entweder zur Zeit der Magna Graecia oder zur byzantinischen Zeit in die Region eingeführt wurde, konnte sich in den nur schwer zu erreichenden Bergdörfern halten und wird in jüngster Zeit wiederbelebt.

## Geschichte
Am 29. August 1862 fand hier die so genannte Schlacht am Aspromonte zwischen Freiwilligen unter dem Kommando von Giuseppe Garibaldi und regulären italienischen Truppen unter der Führung des Oberst Emilio Pallavicini statt. Das Gefecht endete mit einem Sieg der regulären italienischen Truppen, Garibaldi wurde in ihrem Verlauf am rechten Knöchel schwer verwundet. Im letzten Jahrzehnt des 19. Jahrhunderts war Giuseppe Musolino, ein 1875 in der Region geborener Brigant, mit seinen Gefolgsleuten im Aspromonte aktiv, er erhielt den Spitznamen re dell’ Aspromonte (König des Aspromonte). Der in San Luca geborene Schriftsteller Corrado Alvaro schilderte das Leben der Bewohner in der 1930 erschienenen Erzählsammlung Gente in Aspromonte (dt. Titel: Die Hirten vom Aspromonte), die als wegweisend für die Entstehung einer eigenständigen süditalienischen Literatur gilt.